# Bororo
De Bororo (Borôro) zijn een inheems volk in het uiterste zuidwesten van de Braziliaanse staat Mato Grosso.
Hun benaming betekent '(binnen)plaats van het volk'. Ze noemen zichzelf Boe, andere namen voor dit volk zijn Coxiponé, Araripoconé, Araés, Cuiabá, Coroados, Porrudos.
Hun eerste contact met Europeanen was in de 17e eeuw, met de komst van Jezuïeten.
Heel opvallend is het feit dat alle Bororo, bloedgroep O hebben.
- Bibliothèque nationale de France: cb11940862f (data)
- Library of Congress Control Number: sh85015880
- Nationale Bibliotheek van Israël: 987007283094305171
- Système universitaire de documentation: 027347087